# 圣马丁-德列马纳
桑特马尔蒂德列梅纳，是西班牙加泰罗尼亚赫罗纳省的一个市镇。总面积44平方公里，总人口459人（2001年），人口密度10人/平方公里。